# Hartmut Guhling
Hartmut Guhling (* 28. Dezember 1968 in Münnerstadt) ist ein deutscher Jurist und Richter am Bundesgerichtshof. Er ist seit dem Februar 2023 Vorsitzender Richter am Bundesgerichtshof. 

## Leben
Hartmut Guhling wuchs in Reichenbach auf und studierte an der Universität Würzburg. Sein Referendariatsdienst leistete er in Schweinfurt ab.
Nach der juristischen Ausbildung begann er seine Karriere in bayerischen Justizdienst. Nachdem er ab 1996 zwei Jahre Richter auf Probe war, wurde er zum Staatsanwalt ernannt. Zum Richter am Landgericht Coburg wurde er 1999 ernannt. Neben seinen richterlichen Aufgaben in erst- und zweitinstanzlichen Zivil- und Strafkammern war er unter anderem der Referent für Presse- und Öffentlichkeitsarbeit des Landgerichtes. Im Sommer 2003 wurde er für ein Jahr an den Bundesgerichtshof als Wissenschaftlicher Mitarbeiter abgeordnet und anschließend bis Ende 2006 als Wissenschaftlicher Mitarbeiter an das Bundesverfassungsgericht abgeordnet. Nach der Rückkehr an das Landgericht Coburg war er stellvertretender Vorsitzender erstinstanzlicher Zivilkammern und Beschwerdekammern. Im September 2009 wurde Guhling zum Richter am Oberlandesgericht Bamberg ernannt.
Im März 2013 wurde er zum Bundesrichter gewählt. Am 1. August 2013 trat er am Bundesgerichtshof seinen Dienst an und wurde dem XII. Zivilsenat des Bundesgerichtshofs zugewiesen, der für Familien- und Gewerberaummietrecht zuständig ist. Mit der Ernennung zum Vorsitzenden Richter am 9. Februar 2023 übernahm Guhling den Vorsitz des XII. Zivilsenats.

## Werke
- Hartmut Guhling, Peter Günther (Hrsg.): Gewerberaummiete. 2. Auflage. C.H. Beck, München, ISBN 978-3-406-72457-2.